# Diecezja śląsko-łódzka

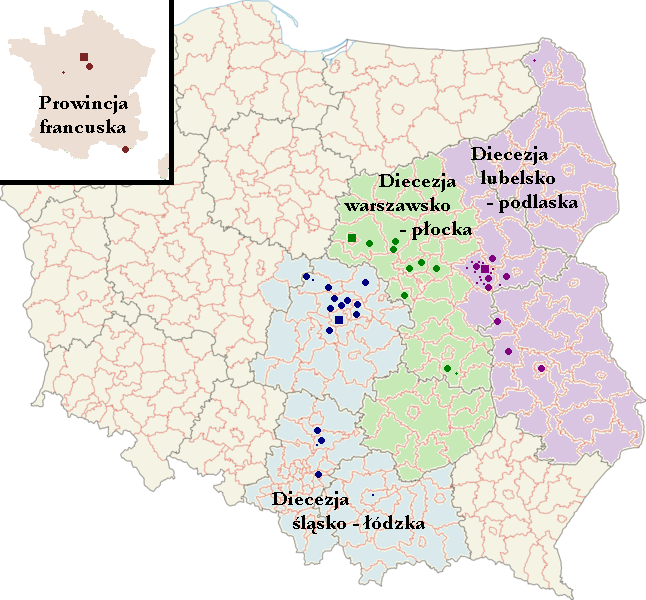
Podział administracyjny Kościoła Starokatolickiego Mariawitów w RP

Diecezja śląsko-łódzka – jedna z 3 diecezji Kościoła Starokatolickiego Mariawitów w Polsce, ze stolicą w Łodzi. Ordynariuszem diecezji jest biskup Michał Maria Ludwik Jabłoński. Diecezja śląsko-łódzka powstała w 1910 jako kustodia, po konsekracji biskupiej kapłana Leona Marii Andrzeja Gołębiowskiego i jest pierwszym w historii biskupstwem w Łodzi. O oprawę muzyczną podczas uroczystości kościelnych dba chór diecezjalny.
Diecezja skupia wyznawców z województw: śląskiego, łódzkiego, małopolskiego i wielkopolskiego.

## Główna świątynia
- Kościół św. Franciszka z Asyżu w Łodzi[2]

## Parafie
- parafia św. Jana Chrzciciela w Dobrej, proboszcz: kapł. Jakub Maria Szczepan Orzechowski
- parafia św. Marii Magdaleny w Gniazdowie, proboszcz: kapł. Mateusz Maria Felicjan Szymkiewicz
- parafia św. Paschalisa Baylon w Koziegłowach, proboszcz: kapł. Mateusz Maria Felicjan Szymkiewicz
- parafia Podwyższenia Krzyża Świętego w Grzmiącej, proboszcz: kapł. Hubert Maria Paschalis Oganiesian
- parafia Przenajświętszego Sakramentu w Kadzidłowej, proboszcz: kapł. Bartłomiej Maria Wojciech Brzeziński
- parafia Matki Boskiej Szkaplerznej i św. Wojciecha w Lipce, proboszcz: kapł. Paweł Maria Michał Wąsowski
  - Cmentarz mariawicki w Wólce Jeruzalskiej
- parafia Przenajświętszego Sakramentu w Łowiczu, proboszcz: kapł. Hubert Maria Paschalis Oganiesian
  - Cmentarz mariawicki w Arkadii
  - Cmentarz mariawicki w Zdunach
- parafia św. Franciszka z Asyżu w Łodzi, proboszcz: bp Michał Maria Ludwik Jabłoński
- parafia Przenajświętszego Sakramentu w Pabianicach, proboszcz: bp Michał Maria Ludwik Jabłoński
- parafia Trójcy Przenajświętszej w Piątku, proboszcz: bp Michał Maria Ludwik Jabłoński
- parafia św. Mateusza Apostoła i Ewangelisty w Nowej Sobótce, proboszcz: kapł. Bartłomiej Maria Wojciech Brzeziński
  - diaspora w Kutnie (nabożeństwa w kościele ewangelicko-augsburskim w Kutnie)
- parafia Matki Boskiej Różańcowej w Sosnowcu, proboszcz: kapł. Henryk Maria Antoni Staroszyński
- parafia Matki Boskiej Nieustającej Pomocy w Starczy, proboszcz: kapł. Mateusz Maria Felicjan Szymkiewicz
- parafia św. Anny i św. Marcina w Strykowie, proboszcz: kapł. Ireneusz Maria Stanisław Bankiewicz
- parafia Narodzenia Najświętszej Maryi Panny w Woli Cyrusowej, proboszcz: kapł. Bartłomiej Maria Wojciech Brzeziński
- parafia Matki Boskiej Nieustającej Pomocy w Zgierzu, proboszcz: kapł. Jakub Maria Szczepan Orzechowski

## Kancelaria diecezjalna
- Kancelaria diecezji śląsko-łódzkiej
- ul. Franciszkańska 27, 91-433 Łódź